# مهمیزمرغ سرخ
مهمیزمرغ سرخ (نام علمی: Galloperdix spadicea) نام یک گونه از سرده مهمیزمرغ‌ها است.